# Bucky Lasek
Bucky Lasek, né le 3 décembre 1972, est un skateboarder professionnel américain et pilote de rallycross. Il est considéré comme le skateur de vert' (verticale) le plus consistant. Il a aujourd'hui une femme et deux enfants.

## Biographie
Bucky Lasek monté sur un skate pour la première fois à l'âge de 12 ans, il a au cours de sa carrière remporté huit médailles aux X Games,, dont cinq d'or. Il a également inventé de nombreux tricks, comme le slaiyen double flip. Lasek est connu comme un protégé de Tony Hawk. Il a aussi gagné plusieurs fois les Dew Actions Sports Tour. Bucky Lasek fait partie du casting du film de skateboard The End.